# 那海
那海（なみ、1992年12月11日 - ）は日本の女優、タレント、モデルである。旧芸名：朝倉みかん。レグルスペード合同会社所属。愛称は「なみへー」、「なみなみ」、「みかんちゃん」。大阪府出身。キャッチコピーは「浪速のオードリヘップバーン」。演劇集団 東京AZARASHI団をホームグラウンドとして、多岐に渡り演劇活動を行う。

## 略歴
- 2005年12月、U15ジュニアアイドル・朝倉みかんとして12歳でグラビアDVDにてデビュー。みかんの芸名は本人が命名。将来自分に子供が出来たら付けたいと考えていた名前であった。
- 2013年4月、ポセイドンエンタテインメントからスターポリスに移籍する[1]。
- 2013年5月、事務所移籍に伴い朝倉みかんから那海に改名する[2]。
- 2018年1月、メタリンク株式会社から俳優部が独立し、レグルスペード合同会社所属となる[3]。

## 人物
- 身長： 161cm
- 3サイズ： B85-W60-H83（公表最終サイズ）
- 足のサイズ： 23.5cm
- 血液型： O型
- チャームポイント： 力強い瞳と厚いくちびる、声
- 性格： 人懐っこい、人見知りしない
- 趣味： 車の運転、ルービックキューブ、ボルタリング、写真をとること、海を見ること、ビリヤード、ダーツ
- 特技： フラメンコ、ジャス、ダンス、水泳、ピアノ、殺陣
- 得意なスポーツ： ボウリング
- 好きな色： 黄色、ピンク
- 好きな食べ物： 鍋
- 好きな香り：
- 資格： 普通自動車運転免許

## 出演

### 舞台

#### 「朝倉みかん」名義での活動
2008年
- スカイアクターズ スプリングイベント2008「ツバメの巣」（2008年4月12日 - 13日、大阪・インディペンデントシアター2nd）

2009年
- 「真里亜〜この愛の果てに〜」（2009年1月28日 - 2月2日、池袋・シアターグリーン BOX in BOX THEATER） - 金子麻衣 役
- 「悲しき天使」（2009年10月27日 - 11月1日、下北沢・東演パラータ）

2010年
- "STRAYDOG"spirit's「心は孤独なアトム」（2010年1月12日 - 17日、恵比寿・シアター代官山、作・演出：森岡利行） - アトム 役
- 演劇機動隊アポロン 1st ATACK「オネーチャンズ11」（2010年8月7日 - 8日、高田馬場RABINEST）

2011年
- JAPAN MEETS…「わが町」（2011年1月13日 - 29日、新国立劇場 中劇場、主催：新国立劇場、共催：TBS、舞台監督：小堺一機） - 町のひとびと 役
- Arts Fusion in KANAGAWA Part2「リボンの騎士〜鷲尾高校演劇部奮闘記〜」（2011年2月26日 - 27日、神奈川県立青少年センターホール、原作：手塚治虫、脚本・演出：横内謙介） - 芦沢答子（演劇部2年） 役 / リボンの騎士 役

2012年
- ココロ・コーポレーション主催「音楽劇｢お嬢さんお手上げだ｣」（2012年3月15日 - 4月19日、作・演出：マキノノゾミ、主演：沢田研二） - ヒロイン：井上さな子 役 / 王女 役
  - 東京公演（3月15日 - 4月1日、紀伊國屋サザンシアター）
  - 大阪公演（4月05日 - 8日、シアター・ドラマシティ）
  - 名古屋公演（4月17日 - 19日、ウインクあいち）

2013年
- Drama Project Decca#4「死神姫の再婚～旦那様、お買い上げありがとうございます!」（2013年3月13日 - 17日、新宿・全労済ホール スペース・ゼロ）
- 東京AZARASHI団#3「14日の土曜日」（2013年6月4日 - 9日、中野ウエストエンド） - 小野寺ひなた 役

#### 「那海」名義での活動
- アリスインプロジェクト×まつだ壱岱「戦国降臨ガールズ」（2013年7月3日 - 7日、新馬場・六行会ホール） - 本多忠勝 役

2014年
- 劇団マツモトカズミ第二回公演「結婚の偏差値 舞台編」（2014年1月22日 - 26日、新宿・SPACE107） - 晴香 役
- Tambourine STAGE「舞台新耳袋3 喫茶店奏鳴曲～カフェ・ソナタ」（2014年4月2日 - 6日、中野ザ・ポケット） - 町田和美 役
- 東京AZARASHI団#4「嘘つきと泥棒のはじまり」（2014年4月22日 - 27日、中野ウエストエンドスタジオ） - 村上美沙記 役
- 怪傑パンダース第7回本公演「透明少女」（2014年6月25日 - 29日、新宿村LIVE） -  役
- 東京AZARASHI団カフェ公演企画「ミニシアターライブ（ショートストーリーと朗読劇）」（2014年9月5日、新宿・レストランパペラ）
- 東京AZARASHI団#5「35丁目にも奇蹟」（2014年12月12日 - 21日、銀座みゆき館劇場） - 山脇杏奈 役

2015年
- 音楽劇「お嬢さんお手上げだ・明治編」（2015年3月20日 - 6月7日、全44回公演、作・演出：マキノノゾミ、主演：沢田研二） - ヒロイン：井上さな子 役 / 王女 役
  - 新潟公演（3月20日、りゅーとぴあ・劇場）
  - 鹿児島公演（3月24日、鹿児島市民文化ホール）
  - 熊本公演（3月27日、熊本県立劇場）
  - 東京公演（4月1日 - 13日、紀伊国屋サザンシアター）
  - 大阪公演（4月16日 - 19日、シアター・ドラマシティ）
  - 名古屋公演（4月24日 - 26日、ウインクあいち）
  - 小倉公演（4月28日 - 30日、北九州芸術劇場）
  - 広島公演（5月2日 - 3日、はつかいち文化ホール）
  - 栃木公演（5月9日 - 10日、栃木市栃木文化会館）
  - 札幌公演（5月16日 - 17日、札幌サンプラザホール）
  - 仙台公演（5月20日 - 22日、日立システムズホール仙台）
  - 静岡公演（5月27日、グランシップ）
  - 高知公演（5月30日 - 31日、高知県立県民文化ホール・グリーンホール）
  - 東京凱旋公演（6月5日 - 7日、渋谷区文化総合センター大和田・さくらホール）
- 東京AZARASHI団#6「春の東京アザラシ団祭り『FLOORS』」（2015年4月21日 - 23日、中野・ウエストエンドスタジオ）
- 東京ミーコ第4回公演「ゴースト・レストラン」（2015年8月11日 - 16日、赤坂RED/THEATER） - ツインテールギャル幽霊 楓 役
- ACRAFT「舞台版 天誅-2015-」（2015年10月21日 - 25日、新馬場・六行会ホール） - 初主演[4]：彩女 役
- 東京AZARASHI団#7「万田とダイヤと優しい奴ら」（2015年11月17日 - 23日、上野ストアハウス） - 瀬戸美由紀 役

2016年
- NODA・MAP第20回公演「逆鱗」（2016年1月29日 - 4月3日、全68回公演、作・演出：野田秀樹、主演：松たか子） - アンサンブル出演
  - 東京公演（1月29日 - 3月13日、東京芸術劇場プレイハウス）
  - 大阪公演（3月18日 - 27日、シアターBRAVA!）
  - 北九州公演（3月31日 - 4月3日、北九州芸術劇場大ホール）
- 東京AZARASHI団カフェ公演企画「ミニシアターライブvol.4『memory』」（2016年5月20日、新宿・レストランパペラ）
- フルスイングとロケット団の漫才とコントのライブ「フルロケ（ショートストーリーに出演）」（2016年8月12日、下北沢・しもきた空間リバティ）
- 東京AZAЯASHI団#9「ティファニーで朝食と昼食を」（2016年10月4日 - 10日、新宿御苑前・サンモールスタジオ） - 主演：前田桃子 役

2017年
- 東京AZAЯASHI団#10「モンステラ」（2017年2月21日 - 26日、新宿御苑前・サンモールスタジオ） - 占い師 バーバラ北沢 役
- 沢田研二50周年記念特別公演2017 音楽劇「大悪名 The Badboys Last Stand!」（2017年5月6日 - 6月18日、全22回公演、主演：沢田研二）
  - 東京公演（5月6日、北千住・THEATRE1010）
  - 大阪公演（5月10日 - 14日、梅田・シアター・ドラマシティ）
  - 栃木公演（5月20日、栃木・栃木市栃木文化会館 大ホール）
  - 神奈川公演（5月24日、海老名・海老名市文化会館 大ホール）
  - 八王子公演（5月27日、八王子・八王子市芸術文化会館 いちょうホール 大ホール）
  - 千葉公演（5月31日、千城台・千葉市若葉文化ホール）
  - 山梨公演（6月3日、甲府・コラニー文化ホール 小ホール）
  - 東京公演（6月7日 - 18日、池袋・東京芸術劇場 プレイハウス 中ホール）
- 東京AZAЯASHI団スペシャルイベント「お熱いのがお好き」（2017年8月24日、新宿・レストランパペラ）
- 東京AZAЯASHI団#11「オカダスファミリーの一族」（2017年9月12日 - 18日、新宿御苑前・サンモールスタジオ） - 岡田美香 役
- 東京AZAЯASHI団スペシャルイベント「お熱いのがお好き」（2017年12月4日、新宿・レストランパペラ）

2018年
- 東京AZAЯASHI団#12「ジャストサムライ」（2018年1月23日 - 28日、新宿御苑前・サンモールスタジオ） - エリザベス香奈（糸谷香奈） 役
- 東京AZAЯASHI団スペシャルイベント「お熱いのがお好き」（2018年2月22日、新宿・レストランパペラ） - 歌・エリザベス香奈 役
- カガミ想馬プロデュース「熱海殺人事件〜ザ・ロンゲスト・スプリング〜」（2018年4月11日 - 16日、阿佐ヶ谷アルシェ） - 水野朋子 役[5]
- 東京AZAЯASHI団#13「NoBody,NoParty」（2018年5月16日 - 20日、新宿御苑前・シアターサンモール） - （女優・東佐和子 役）七瀬瞳 役[6][7][8][9]
- ENG第八回公演「山茶花」（2018年6月6日 - 10日、池袋・シアターグリーンBIGTREETHEATER） - 紅鶴 役
- 劇団☆ムーチョ・モーヂョ「散ッと舌を突く凍えそうな毒夢[10]」（2018年7月26日 - 29日、吉祥寺シアター） - ドロン嬢（カトリーヌ・ド・ローン）役[11][12]
- 劇団6番シード「傭兵ども!砂漠を走れ!」オアシス編（2018年9月21日 - 30日、新宿村LIVE） - ガクレキ 役[13]

2019年
- Sun-mallstudio produce「深沢ハイツ302～もう一つのニュートンの林檎～」（2019年1月5日 - 9日、新宿御苑前・サンモールスタジオ） - 南部はるか 役[14]
- img Act2「ありのままに生きろ。今」（2019年1月21日 - 27日、新宿御苑前・サンモールスタジオ） - 主演：佐藤しおり 役
- キラキラ男子プロジェクト「俺たち、ヤンキー王!?〜炎の巻〜」（2019年3月19日 - 24日、新宿・シアターモリエール） - 江口さとみ 役[15][16]
- 劇団6番シード2019年春公演、第68回公演「未来切符～ミライとカコの6つの物語～」（2019年5月1日 - 12日）[17]
  - 【ミライ編】第3話「エッフェル塔は燃えているか～2121年、フランス・パリにて～」 - ブルック 役
  - 【カコ編】第2話「枕の意味～1963年、浅草の寄席にて～」 - 出囃子鳴子（でばやしなるこ） 役
    - 東京公演（5月1日 - 6日、下北沢・Geki地下Liberty）
    - 滋賀公演（5月10日 - 12日、滋賀里劇場）
- 全労済ホール／スペース・ゼロ 30周年記念「ラフカット2019 ～25周年スペシャル～」（2019年6月26日 - 30日、新宿・全労済ホール／スペース・ゼロ）[17]
  - 第２話「星降るディスコティック」 - 柿沼清香 役
- 劇団ドガドガプラス第28回公演「肉体だもん・改」（2019年6月26日 - 30日、浅草・東洋館劇場） - 鉄火の小鉄 役[18][17]
- ENG第十回公演「探偵なのに」（2019年10月9日 - 15日、池袋・シアターグリーンBIGTREETHEATER） - 偶然たどり着けた女 役

2020年
- Sun-mallstudio produce「熱海殺人事件」（2020年1月14日 - 19日、新宿・サンモールスタジオ） - 水野朋子役/婦警1 役[19]
- UDA☆MAP「KAIRO -カイロ-」（2020年2月5日 - 12日、大塚・萬劇場） - 樹ザイン 役[20]
- モーレツカンパニー「僕の好きな姉妹、私の嫌いな姉妹。」（2020年3月26日 - 29日、高田馬場ラビネスト） - 主演 一ノ瀬カンナ 役

2022年
- オフィスBJ『丸山正吾と五人の女優』「忘れる女」（2022年6月1日 - 5日、池袋・シアターKASSAI） - 秋川渚 役[21]
- 劇団6番シード「火消しの辰と瓦版屋の娘」（2022年12月1日 - 4日、築地・ブディストホール） - 蟋蟀 役[22]

2023年
- UDA☆MAP Vol.12『Dressing Room』第二話「下手舞台袖の幽霊」（2023年6月29日 - 7月2日、ステージカフェ 下北沢亭） - 鵜海留依 役[23]

### イベント
- 初ファンミーティング「那海会」（2016年7月2日）
- 6BANCEED × ProjectYAMAKEN「Dプロジェクト」最終章『シーナ編・クリュウ編』上映会（2018年3月31日(土)、下北沢・ステージカフェ下北沢亭）
- 山茶花DVD Blu-ray発売記念イベント「笑顔」（2018年12月1日(土)、阿佐ヶ谷・ロフトA）
- img「ありのままに生きろ。今」上映イベント（2019年4月13日(土) 、池袋・cafe&bar木星劇場）
- 劇団6番シードpresents「未来切符～ミライとカコの6つの物語～」DVD完成イベント!（2019年8月31日(土)、中野富士見町・ザ キッチンNAKANO）

### 映画

#### 「朝倉みかん」名義での活動
- きらめき☆ドロップII　魔法少女乙女バスターズ - 主役
- Little Tear 蟻の涙 - なつみ 役
- テケテケ2

#### 「那海」名義での活動
- 全国ロードショー「サクラサク」（2014年4月、田中光敏 監督・緒形直人、南果歩 主演） - 会社員 役
- 全国ロードショー「死の実況中継」（2014年4月、仁同正明 監督・能條愛未 主演） - 水野春子 役
- 全国ロードショー「キカイダーREBOOT」（2014年5月、下山天 監督） - ハルナ 役
- 埼玉県蓮田市PR短編映画「蓮田の田んぼで踊りましょう - ウェイバックマシン（2015年11月16日アーカイブ分）」 - 主演・小林ミズキ 役
- 「Dプロジェクト」（2016年-2018年、山岸謙太郎 監督） - アタッカーズ NAMI 役
- DVD「潜入捜査官～妖しき罠（トラップ）～」（2017年9月、今野杏南 主演）[24]
- 東映presents【HKT48×48人の映画監督たち】「海の、家」（2017年12月、大九明子 監督・小田彩加 主演）
- 大学ICT推進協議会 「情報倫理デジタルビデオ小品集パート6」 - 詩織 役

### テレビ

#### 「朝倉みかん」名義での活動
- テリー伊藤のネホリハホリ（テレビ東京）
- 傍聴マニア09
- モバタレグレート（日本テレビ）
- 「勝利の女神（アイドルヌードル）千葉のおいしいラーメン屋紹介」（千葉テレビ）

#### 「那海」名義での活動
- フジテレビ系ドラマ「天誅～闇の仕置人～」第一話（2014年1月24日）
- テレビ朝日系ドラマ「私のホストちゃんS」（2014年4月8日）
- テレビ朝日「玉の輿に乗ったのにその後どん底に落ちた女たち2」再現VTR出演（2014年6月2日） - 伊藤咲子 役
- 日本テレビ放送網「行列のできる法律相談所」再現VTR出演（2014年9月21日）[25]
- フジテレビ系ドラマ「ファーストクラス（第2期）」（2014年10月15日 - 12月24日） - レギュラー出演・デザイナー助手 役[26]
- 日本テレビ放送網「行列のできる法律相談所」再現VTR出演（2014年11月9日）[27]
- フジテレビ系「人気者から学べ そこホメ!?」再現VTR出演（2016年4月26日）
- WOWOW 連続ドラマW「ヒトヤノトゲ～獄の棘～」第三話出演（2017年4月2日）
- TBS系「世界の怖い夜～生き物にサンキュー&世界の怖い夜3時間合体SP」（2017年7月19日）
- フジテレビ系「痛快TV スカッとジャパン」
  - ショートショートスカッと（再現VTR出演）（2018年8月6日、27日、9月10日、10月15日、22日、11月5日、26日）
  - ショートショートスカッと（再現VTR出演）（2019年2月4日、25日、3月11日、4月15日、5月20日、27日、6月3日）

### インターネット配信

#### 「朝倉みかん」名義での活動
- ゲッチャ（毎週水曜日19:00 - 、アメーバスタジオ）
- 白泉社「ヤングアニマル23号」コスプレ選手権（2007年）

#### 「那海」名義での活動
- NTT東日本-フレッツ光スマートフォン向け公式サイト「FLET'S ELEVATOR」ミニドラマ「『俺カノ』#5」[28]
- MV出演「赤丸『ワールド イズ マイン』」[29]

### 雑誌

#### 「朝倉みかん」名義での活動
- 小学館「週刊ヤングサンデー52号」乙女学園（2007年）
- 白泉社「ヤングアニマル23号」コスプレ選手権（2007年）
- 小学館 週刊ヤングサンデー グラビア掲載（2008年）

### 取材

#### 「那海」名義での活動
- シネマCafe取材「【ディズニー】休日には3時間待ちも!リニューアル『ジャングルクルーズ』が大人気」（2014年9月17日）（取材記事）
- シネマCafe取材「【ディズニー】TDRの『Xmas』がスタート!限定パレード&夜の水上イベント開催」（2014年11月14日）（取材記事）
- シネマCafe取材「【ディズニー】パークの暑い夏が来た!水しぶきと演舞に熱狂する『ディズニー夏祭り』」（2015年7月8日）（取材記事）
- シネマCafe取材「【ディズニー】皆の“Wish”がパークでひとつに！シー15周年記念イベント盛大に開幕!」（2016年4月11日）（取材記事）
- シネマCafe取材「【ディズニー】海賊どもが真夏のシーをテイクオーバー！ランドでも夏イベが盛大に開幕！」（2017年7月10日）（取材記事）
- シネマCafe取材「【ディズニー】海賊酒場で飲めや歌えの大宴会！「パイレーツ・キャンティーナ・フィエスタ」体験」（2017年8月19日）（取材記事）
- シネマCafe取材「【ディズニー】待ち焦がれた季節がやって来た！「ディズニー・クリスマス」盛大に開幕！」（2017年11月7日）（取材記事）
- シネマCafe取材「【ディズニー】Xmasのシーをインスタに！編集部超こだわりスポット7選」（2017年12月17日）（取材記事）
- シネマCafe取材「【ディズニー】35周年の夏が始まった！新ショー「ハロー、ニューヨーク！」プレビュー開催」（2018年7月9日）（取材記事）
- シネマCafe取材「【ディズニー】新ナイトショー「Celebrate! Tokyo Disneyland」に感涙の嵐！」（2018年7月9日）（取材記事）
- シネマCafe取材「【ディズニー】ミッキー早着替えも披露！35周年のDハロ開幕！初登場「スプーキー“Boo!”パレード」」（2018年9月10日）（取材記事）
- シネマCafe取材「【ディズニー】Dハロ満喫大作戦！新パレード＆新フード＆新フォトロケで思い出を残そう」（2018年10月21日）（取材記事）
- シネマCafe取材「【ディズニー】ゴージャスで本格的なクリスマスが来た！初開催ショー「イッツ・クリスマスタイム！」」（2018年11月7日）（取材記事）
- シネマCafe取材「【ディズニー】シーのお手軽厳選3フードを実食レポ！初開催「テイスト・オブ・クリスマス」（2018年11月22日）（取材記事）
- シネマCafe取材「【ディズニー】シー超人気ハーバーショー、12月も鑑賞エリアは抽選制に」（2018年11月28日）（取材記事）
- シネマCafe取材「【ディズニー】生木のツリーに心温まる、35周年のランドのクリスマス」（2018年11月30日）（取材記事）
- シネマCafe取材「【ディズニー】ようこそエドナ・モード！「ピクサー・プレイタイム・パルズ」開幕」（2019年1月10日）（取材記事）
- シネマCafe取材「【ディズニー】ミッキーが囚われの身に!? 初開催ショーでDハロ開幕！」（2019年9月9日）（取材記事）

### ユニット

#### 「朝倉みかん」名義での活動
- sonrisa（ソンリサ）（メンバー：浅川ゆう/朝倉みかん/近藤ゆき/白石友梨/鈴木築詩/宮崎紗也絵/森岡里世/八木澤瞳。2013年3月Decca公演「死神姫の再婚」のために集まった笑顔と元気が取り柄のインスタントヒロイン）ブログ「インスタントヒロインsonrisaの『小腹が空いたら召し上がれ?』[30]」（2012年12月 - 2013年3月）

## 作品

### グラビアDVD

#### 「朝倉みかん」名義での活動
1. Jr アート編（2005年12月15日、セプテット）（12歳）CPD-003
2. Jr ポップ編（2005年12月15日、セプテット）（12歳）CPD-004
3. MOE JUNIOR IDOL Under15 Maid&Miko Vol.1（2006年03月18日、セプテット）（12歳）TMOE-1
4. CandyCandy（2006年03月30日、オークラ出版）（12歳）FI-008
5. みかんを剥いてみたら（2006年08月04日、サイバーピクチャーズ）（13歳）CPSKY-003
6. みかんと一緒に南の島で（2006年11月10日、サイバーピクチャーズ）（13歳）CPSKY-009
7. 14歳Jrアイドル＋軟体グラドル（朝倉みかん、姫宮なぎさ）（2007年01月19日、サイバーピクチャーズ）（14歳）CPSKY-016
8. オーレンジ（2007年06月08日、渋谷ミュージック）（14歳）CPSKY-028
9. POP&アート(2枚組・総集編)（2007年06月22日、セプテット）CPD-022
10. コスプレDX（2007年09月14日、渋谷ミュージック）（14歳）CPSKY-035
11. 朝倉みかん総集編 中学日記（2008年07月04日、渋谷ミュージック）CPSKY-051

### 写真集

#### 「朝倉みかん」名義での活動
- 蜜柑日記（2006年03月30日、オークラ出版）（12歳）9784775507308

### 舞台DVD

#### 「朝倉みかん」名義での活動
- 舞台「お嬢さんお手上げだ」（2012年08月11日、COLO-92103） - ヒロイン：井上さな子 役

#### 「那海」名義での活動
- 舞台「山茶花」（2018年12月1日、ENG） - 紅鶴 役